# Maria Cecilia Baij
Maria Cecilia Baij (4. ledna 1694, Montefiascone – 6. ledna 1766, tamtéž) byla italská řeholnice Řádu svatého Benedikta a mystička.

## Život
Narodila se 4. ledna 1694 v Montefiascone jako dcera Carla a Clemenzi roz. Antonini.
Od dětství byla hluboce věřící a často se věnovala modlitbě. Brzy se rozhodla zasvětit se Bohu. Prvně chtěl vstoupit do Řád cisterciáků ve Viterbu, nakonec 12. dubna 1713 vstoupila do benediktinského kláštera v rodném městě.
V klášteře zastávala funkci novicmistrové, vikářky a 10. července 1743 byla zvolena abatyší. Tento úřad zastávala téměř dvacet let. Mezi její zpovědníky patřil např. svatý Leonard z Porto Maurizia.
Zanechala důležité spisy, které vycházely z jejích mystických zážitků; Vnitřní život Ježíše Krista, Vnitřní život svatého Josefa a Vnitřní život Jana Křtitele.
Zemřela 6. ledna 1766.

## Proces svatořečení
Proces byl zahájen 29. ledna 2022 v diecézi Viterbo.